# Srínivásza Rámánudzsan
Srínivásza Rámánudzsan Ijengar (tamilul: ஸ்ரீனிவாச ராமானுஜன், kiejtéseⓘ, szokásos latin betűs átírásban Srinivasa Ramanujan Iyengar; 1887. december 22. – 1920. április 26.) indiai matematikus zseni. Magasabb tanulmányok folytatása nélkül jelentős felfedezéseket tett a matematikában, különösen a számelméletben, a kombinatorikus számelméletben (partíciókkal kapcsolatos problémák) és a végtelen sorokkal kapcsolatban.
Rámánudzsan az indiai Tamilnádu állambéli Irodu nevű kisvárosban született, és ugyanott nevelkedett fel. Srínivásza az apja után kapott neve volt, de ezt még hivatalos iratokon is ritkán használta, vagy „S.” betűvel rövidítette. Az Ijengár dél-indiai brahmin kaszt után kapott neve volt, amihez családja tartozott. A Rámánudzsan nevet egy i. sz. 1100 körül élt szent ember, Rámánudzsa után kapta. A Rámánudzsan név jelentése: „Ráma fiatalabb testvére”. Rámánudzsan maga Ramanujan alakban írta a nevét, amikor latin betűket használt.

## Élete

### Gyermek- és ifjúkora
Rámánudzsan 1887. december 22-én született az indiai Tamilnádu állambéli Irodu nevű városban, anyai nagyszülei házában, egy bráhmin kasztbeli tamil családban. Apja, a tandzsávúri származású K. Srinivasza Ijengar könyvelőként dolgozott egy szárikat árusító üzletben. Anyja, Komalatammal háziasszony, egyúttal a helyi templom énekese volt. Kumbakonam városban, a Sarangapani Sannidhi utcában laktak egy hagyományos kelet-indiai házban, amelyet mára múzeummá alakítottak át. Rámánudzsan másfél éves korában öccse született, Szadagopan, aki azonban nem egészen három hónaposan meghalt. 1889 decemberében Rámánudzsan himlős lett, azonban meggyógyult, ellentétben a Tandzsávúr kerületi több ezer áldozattal. Ezt követően anyjával a Madrász közelében fekvő Káncsipuramba költöztek, anyai nagyszüleihez. Az elkövetkező években két testvére született, 1891-ben és 1894-ben, azonban mindketten meghaltak még csecsemőkorukban. Hároméves koráig alig szólalt meg, ezért anyai nagyapja a padlóra szórt rizsszemek közé rajzolta a tamil ábécé jeleit, s a gyerek kezét fogva hangosan kimondta őket. Rámánudzsan hamarosan már ismerte a 12 magánhangzót, a 18 mássalhangzót és a kombinálásukkal alkotott további 216 jelet.[forrás?]
1892. október 1-jén Rámánudzsan megkezdte tanulmányait a helyi iskolában. Miután bírósági tisztviselőként dolgozó nagyapja elvesztette az állását, Rámánudzsan anyjával együtt visszaköltözött Kumbakonamba, ahol tanulmányait a Kangajan elemi iskolában folytatta. Apai nagyapja halála után visszakerült az anyai nagyszülőkhöz, akik időközben Madrászba költöztek. Az ottani tanítást nem szerette, és amennyire tudta, kerülte az iskolát. A család a rendőrséghez fordult segítségért, hogy karhatalmi kísérettel biztosítsák a fiú mindennapi eljutását az iskolába. Rámánudzsan hat hónap elteltével mindenesetre visszatért Kumbakonamba.
Miután apja a nap nagy részében a családtól távol dolgozott, Rámánudzsan nevelése anyjára hárult, s bensőséges kapcsolat alakult ki közöttük. A fiú anyjától tanulta meg a vallási hagyományokat, a puránákat, a bráhmin kaszt táplálkozási szokásait, vallási énekeit és a púdzsa szertartását. A Kangajan elemi iskolában jól teljesített, 1897 novemberében tette le első vizsgáit, angol és tamil nyelvből, földrajzból és aritmetikából a kerület legjobb eredményeit elérve. Még abban az évben, tízesztendősen elkezdte középiskolai tanulmányait a Town Higher Középiskolában, ahol először találkozott magasabb szintű matematikával. A matematika tanulásához veleszületett tehetséggel rendelkezett. Tizenegy éves korára matematikai tudásával lekörözte a házukban szobát bérlő főiskolásokat, valamivel később pedig kikölcsönözte és elolvasta Sidney Luxton Loney trigonometriakönyvét. Tizenhárom éves korára felállította első saját matematikai elméleteit, tizennégy éves korától iskolája kitüntető oklevelekkel és tudományos díjakkal ismerte el tehetségét. Ugyancsak tizennégy éves korában segített az iskolai osztályok megszervezésében, szétosztva a különböző szinten álló és eltérő igényű 1200 tanulót a mintegy 35 tanár között. Matematikai kötelezettségeit az előírt tanulmányi idő fele alatt teljesítette. 1902-ben, tizenöt éves korában megismerkedvén a harmadfokú egyenletekkel, kidolgozta saját képletét a negyedfokú egyenletek megoldására. Egy évvel később hasonló kísérletet tett az ötödfokú egyenletekkel is, nem ismervén az annak lehetetlenségét 1824-ben kimondó Abel–Ruffini-tételt.
Tizenhét éves korában áttanulmányozta George S. Carr Az elméleti és alkalmazott matematika elemi eredményeinek áttekintése (A synopsis of elementary results in pure and applied mathematics) című, közel 5000 tételt tartalmazó könyvét. A könyv hatására kezdett el foglalkozni a Bernoulli-számokkal, valamint a divergens végtelen számsorokkal, és a harmonikus sort vizsgálva 15 tizedesjegyes pontossággal kiszámította az Euler–Mascheroni-állandót.
Középiskolai tanulmányait 1904-ben fejezte be. Az iskolaigazgató, Krisnaszvámi Ijer a K. Ranganatha Rao matematikai díjjal tüntette ki. Ezt követően Kumbakonamban tanult ösztöndíjjal az ottani művészeti főiskolán, a matematika azonban annyira lekötötte figyelmét, hogy a legtöbb tantárgyból megbukott és az ösztöndíjat megvonták tőle. 1905 augusztusában elszökött otthonról, és egy hónapot Rádzsamundriban tartózkodott. Hamarosan Madrászban, a Pachaiyappa’s College-ban folytatta felsőfokú tanulmányait. Matematikadolgozatait azonban részben megoldatlanul adta be, s csak azokkal a feladatokkal foglalkozott, amelyek felkeltették érdeklődését. Az egyéb tantárgyakban (angol, szanszkrit, élettan stb.) gyenge eredményeket ért el, és előbb 1906-ban, majd második nekifutásra 1907-ben is megbukott az államvizsgán. Diploma nélkül hagyta el az iskolát, s matematikai kutatásainak szentelte életét. Ez volt életének a legnehezebb időszaka, amelyet szélsőségesen szerény körülmények között, az éhhalál fenyegető árnyékában töltött. Ezt követően átiratkozott egy másik intézménybe, ahol egyéni matematikai tanulmányokat végzett.[forrás?]

### Indiában töltött ifjúkori évek
Miután a helyi szokásoknak megfelelően anyja elrendezte a házasságot, 1909. július 14-én, közel huszonkét évesen feleségül vette a Karúrból származó, tízéves Srímati Dzsanaki (Dzsanakiammal) nevű lányt. Dzsanaki még három évig, a pubertáskor eléréséig a szülői házban maradt, s csak 1912-ben költözött egy fedél alá az akkor Mádraszba költöző férjével és anyósával.
A házasságkötést követően Rámánudzsannál herevízsérv (hydrokele testis) alakult ki. A rendellenesség ugyan orvosolható lett volna egy rutinműtéttel, de családjának erre nem volt pénze. Végül 1910 januárjában az operációt egy jó szándékú orvos ingyen vállalta. A sikeres műtét után Rámánudzsan állást keresett magának; egy barátjához költözött Mádraszba, és házról házra járva keresett könyvelői állást. Pénzkeresés végett a Presidency College diákjait korrepetálta. 1910 végén újból megbetegedett, és egészségét kímélendő barátját, R. Rádhákrisna Ijert bízta meg azzal, hogy matematikai jegyzeteit juttassa el a Pachaiyappa’s College-ba Szingaravelu Mudaliar professzornak vagy a Madrászi Keresztény Főiskolára Edward Burns Ross professzornak. Felépülése után visszaszerezte jegyzeteit, és a francia fennhatóság alatt álló Villupuramba utazott. 1912-ben Mádrasz Georgetown nevű városrészébe költözött anyjával és az ekkor maga mellé vett feleségével, Dzsanakival együtt. Miután 1913 májusában kétéves kutatói ösztöndíjat nyert el a Mádraszi Egyetemen, családjával együtt a központibb elhelyezkedésű Triplicane városnegyedbe költözött.
Hogy költségeit fedezze, a madrászi kikötőnek dolgozott, mint hivatalnok. Több indiai matematikusnak küldte el tételeit, akik egymáshoz küldözgették, mert bevallották, hogy nem értenek eléggé a témához. Amikor az ismert indiai tudósok sora kimerült, Rámánudzsan angliai matematikusoknak küldte el tételeit azzal a kéréssel, hogy segítsenek a publikálásukban.
1912–1913 során több prominens angliai matematikusnak küldött bemutatkozó levelet, amiben tanácsot, segítséget kért a tételek megjelentetéséhez és munkái egy részét ismertette. A címzettek többsége a Cambridge-i Egyetemen volt matematika-professzor. Köztük volt Henry Frederick Baker, elismert matematikus, a Royal Society tagja, két évvel korábban a Londoni Matematikai Társaság elnöke. Baker udvariasan nemet mondott. Ernest William Hobson, ugyancsak ismert matematikus, a Royal Society kutató ösztöndíjasa volt. Hobson is nemet mondott. 1913. január 16-án Rámánudzsan egy újabb cambridge-i matematikusnak írt, Godfrey Harold Hardynak, aki kollégáinál jó néhány évvel fiatalabb volt, mindössze 35 éves. Hardy addig három könyvet és körülbelül száz matematikai cikket írt, a Trinity College kutató ösztöndíjasa volt, a Royal Society tagja. Hardy rendszeresen kapott leveleket önjelölt zseniktől vagy holdkórosoktól, és átnézve a levél több tucat állítását, nem tudta eldönteni, hogy beugratásról van-e szó, ezért megmutatta a levelet kollégájának, John Edensor Littlewoodnak, aki kiváló matematikus volt. A mintegy tízoldalas levél (a bemutatkozó szöveg csak alig egy oldalt foglalt el) Rámánudzsan szépen formált betűivel íródott, így jól olvasható volt. A tételek között volt olyan, amihez hasonló bizonyítást maga Hardy publikált tizennégy évvel korábban az Education Times-ban, volt olyan, ami már száz éve ismert volt Laplace és Carl Gustav Jacobi munkáiból, de voltak olyanok is, amik ismeretlenek voltak, és ez a tény mindkét angol matematikust megdöbbentette. Hardy segítséget ajánlott fel az ismeretlen indiai fiatalembernek, aki akkor 23 éves volt.

### A bemutatkozó levél néhány tétele
Hardy bizonyosakat már ismert Rámánudzsan tételei közül, néhány azonban nehezen hihetőnek tűnt. Leginkább a harmadik oldal elején található tétel valódiságában kételkedett, ami a következő volt:
{\displaystyle \int _{0}^{\infty }{\cfrac {1+\left({\cfrac {x}{b+1}}\right)^{2}}{1+\left({\cfrac {x}{a}}\right)^{2}}}\,\cdot \,{\cfrac {1+\left({\cfrac {x}{b+2}}\right)^{2}}{1+\left({\cfrac {x}{a+1}}\right)^{2}}}\;\;\cdots dx={\frac {1}{2}}{\sqrt {\pi }}{\frac {\Gamma (a+{\frac {1}{2}})\Gamma (b+1)\Gamma (b-a+{\frac {1}{2}})}{\Gamma (a)\Gamma (b+{\frac {1}{2}})\Gamma (b-a+1)}}}
Hardyt lenyűgözték Rámánudzsan végtelen sorokkal kapcsolatos eredményei is:
{\displaystyle 1-5\left({\frac {1}{2}}\right)^{3}+9\left({\frac {1\times 3}{2\times 4}}\right)^{3}-13\left({\frac {1\times 3\times 5}{2\times 4\times 6}}\right)^{3}+...={\frac {2}{\pi }}}
{\displaystyle 1+9\left({\frac {1}{4}}\right)^{4}+17\left({\frac {1\times 5}{4\times 8}}\right)^{4}+25\left({\frac {1\times 5\times 9}{4\times 8\times 12}}\right)^{4}+...={\frac {2^{\frac {3}{2}}}{\pi ^{\frac {1}{2}}\left\lbrace \Gamma \left({\frac {3}{4}}\right)\right\rbrace ^{2}}}}
Az első eredményt már felfedezte egy Bauer nevű német matematikus, a második ismeretlen volt Hardy előtt.
Rámánudzsan egy további állítása a következő volt:
sorfejtésében {\displaystyle x^{n}} együtthatója az
-hez legközelebb eső egész. Ez jó közelítés a keresett számhoz, de nem olyan jó, mint Rámánudzsan gondolta. Mégis, e merész tippelés termékenynek bizonyult, mert végső soron elvezetett Hardy és Rámánudzsan partíciókkal kapcsolatos eredményeihez.

## A karrier kezdete
Évekkel később E. H. Neville ezt írta: „Cambridge matematikusi köreiben senki sem felejtette el azt a szenzációt, amit Rámánudzsan levelének bemutatása keltett.” Hardy ugyanis mindenkinek megmutatta a levelet, kivonatokat készített és küldött körbe. Ugyanakkor jelezte az India Office-nak Londonban, hogy szívesen tanítványául fogadna egy Rámánudzsan nevű indiai fiatalembert. Hardy a Rámánudzsannak írt levelében bizonyításokat kért, mivel Rámánudzsan pusztán a tételeit közölte, ahogy az általa évekkel korábban használt, matematikai tételeket felsoroló Carr-könyvben látta. Az India Office madrászi képviselete felvette a kapcsolatot több indiai tudóssal, akik mind ajánlották a fiatalember kiküldését Cambridge-be. Ugyanakkor az utazás lehetetlennek tűnt, mivel a hindu vallás szerint brahminoknak tilos volt átszelni az óceánt és idegen földre lépni. Egy ortodox hindu számára (és Rámánudzsan családja az volt) Európába vagy Amerikába utazni egyet jelentett a „beszennyeződéssel”. Ugyanabba a kategóriába esett, mint disznóhúst enni vagy feleségül venni egy özvegyet. Ugyanazzal az eredménnyel járt: kizárással a kasztjából. A kasztból való kizárás a közösségből való kiközösítést jelentette a kasztonkívüli számára: barátai és rokonai nem engedték be a házukba; nem találhatott menyasszonyt; ha a lánya már férjhez ment, nem jöhetett el hozzá (hasonló kizárás fenyegette); néha a templomokba sem léphetett be; korábbi kasztjától nem várhatott segítséget még családtag temetéséhez sem. Rámánudzsan előtt nagyjából 25 évvel Mohandász Karamcsand Gandhi ugyanezzel a problémával szembesült, amikor tanulmányai folytatására Angliába utazott: kizárták a kasztjából. A vallási szigorúság azóta valamelyest enyhült ezen a téren, de az idegen országokba való utazásra csak a kalandvágyóbbak vállalkoztak, a többség számára tabu volt. Rámánudzsan nem volt lázadó, tiszteletben tartotta a vallási hagyományokat, ezért a külföldre való utazás gondolata nem foglalkoztatta.
Rámánudzsan válaszolt Hardynak egy kilencoldalas levélben, amiben újabb tételeket írt le, és hozzátette: „Nem azért nem küldtem el a bizonyításokat, mert nem akartam, hanem mert nem maradt hely számukra.”
1913. március 13-án, Walker levelének hatására B. Hanumantha Rao matematika-professzor megbeszélést tartott Nárájana Ijer professzorral annak lehetőségéről, hogy milyen módon tudják segíteni Rámánudzsan tanulmányait. A Matematikai Tanulmányok Tanácsa 19-én ült össze, és kétéves kutatói ösztöndíjat szavazott meg, aminek összege 75 rúpia volt (ez több mint a duplája volt annak, amit Rámánudzsan kikötői hivatalnokként keresett). Április 7-én azonban a javaslatot az ösztöndíjra visszavonták, mert azt csak egyetemi végzettséggel lehetett megkapni és Rámánudzsannak még középiskolai végzettsége sem volt. Sundarayam Ijer, a bizottság elnökhelyettese, a Madrászi Legfelsőbb Bíróság főügyésze azonban kiállt az ösztöndíj mellett, mivel, szavai szerint „annak célja a kutatás elősegítése”. Ez kedvezően döntötte el a kérdést. Mindössze hat héttel Hardy levele után, amit az indiai hatóságoknak írt, a szabályokat módosították, hogy azokba Rámánudzsan esete is beleférjen.
Április 12-én Rámánudzsan megtudta a jó hírt. Az ösztöndíj felszabadította a kikötőben végzett munka alól, így minden idejét a matematikai kutatásoknak szentelhette, részt vehetett az egyetemi előadásokon és használhatta az egyetemi könyvtárat is. Neve ismertté vált, pártfogói lettek magasabb körökben, matematikai lapokban publikált és nyugati matematikusokkal levelezett. Rámánudzsan kötelezettsége mindössze annyi volt az ösztöndíjjal kapcsolatban, hogy háromhavonta be kellett számolnia a haladásáról, amit lelkiismeretesen meg is tett.
Felesége, Dzsanaki visszaemlékezése szerint időnként megkérte anyját vagy nagyanyját, hogy ébresszék fel éjfél után, hogy folytathassa tanulmányait a csendes és hűvös órákban. Néha emlékeztetni kellett az evésre. Az ételt kis golyókba gyúrták és a kezébe adták, így enni tudott anélkül, hogy a gondolatmenete félbeszakadt volna. Dzsanaki és ő külön időszakokban aludtak. Dzsanaki szerint: "valahányszor kinyitottam a szemem, azt láttam, hogy dolgozik valamin." Kapcsolatuk felszínes maradt, Dzsanaki ekkor 14 éves volt.
1913. augusztus 5-én, első jelentésében a Matematikai Tanulmányok Tanácsának így ír: „Jelenleg sok olyan határozott integrál van, aminek tudjuk, hogy véges az értéke, de az eddig ismert módszerekkel azt nem tudtuk meghatározni.” Az általa javasolt tétellel (később ismertté vált neve: Ramanujan Master Theorem – Rámánudzsan fő-tétele) a határozott integrálok közül sok kiszámíthatóvá vált.
A matematikában 1896-ban vált ismertté Frullani integrál-tétele, amivel egyes integrálok kiszámíthatóvá váltak, de ehhez az kellett, hogy két meghatározott függvény egyenlő legyen. Rámánudzsan 1913-ban kiterjesztette ennek érvényességét, az ő tételében nem volt ez a megszorítás, így a módszer több esetre vált alkalmazhatóvá. Hardy 1902-ben próbálkozott hasonló megoldással, cikket is írt róla, de nem ismerte fel azt a módszert, amit Rámánudzsan megtalált.
A tengerentúli utazásra vonatkozó tiltást helytelenítette K. Naraszimha Ijengár, a család barátja, és igyekezett meggyőzni Rámánudzsan anyját, az utazás legnagyobb ellenzőjét. Szesu Ijer szintén nyomást gyakorolt az asszonyra, Ramaszvámi Ijer és Rámacsandra Rao pedig Rámánudzsanra. Nárájana Ijengár, bangalore-i matematikus, a Journal of the Indian Mathematical Society szerkesztője, aki három évvel korábban segítette Rámánudzsan első írásának megjelenését, mivel saját maga aggályosan ortodox volt, a szava nagyobb súllyal esett latba.
A döntő mozzanat azonban az volt, hogy Rámánudzsan anyja élénk álmot látott, amiben a fiát európaiak vették körül, és közben Namagiri istennő hangját hallotta, aki azt parancsolta neki, hogy ne álljon a fia és annak életküldetése közé.
A történet másik változata szerint 1913 decemberének végén Rámánudzsan, az anyja, Nárájana Ijer és Nárájana Ijer fia elindultak; Dzsanaki is menni akart, de neki Rámánudzsan azt mondta, hogy még túl fiatal. Salemben leszálltak a vonatról, éjszakára Ramaszvámi Ijer házában maradtak, aki az Indian Mathematical Society alapítója volt. Innen csak Rámánudzsan és Nárájana Ijer mentek tovább, valószínűleg ökrösszekéren Namakkal felé, ami kb. 50 km-re volt déli irányban. Namakkalban gyalogúton mentek tovább a hegyek felé. Naraszimha, Visnu oroszlánarcú, negyedik megtestesülésének temploma mellett állt Namagiri istennő kisebb, alacsonyabb temploma, ami útjuk végcélja volt.
Nem csak Rámánudzsan családja volt az egyetlen, akiknek Namagiri volt a házi istene. A hét bizonyos napjain fanatikus, őrjöngő asszonyok haladtak az oltár felé, amitől a gonosz kiűzését várták. Egy szemtanú szerint: „Az istennő előtti csarnok tele volt sikoltozással és vergődő emberekkel, amíg a papok (pujari) szentelt vizet nem szórtak a fejükre, akkor elhallgattak. A zsúfolt csarnokhoz vezető átjáró tele volt füsttel, a falak feketék a tömjéntől, ahol az izzadó papok a szertartásokat végezték”.
Nárájana Ijer és Rámánudzsan három éjszaka aludtak a templomban. Az első két éjszaka semmi sem történt. A harmadik éjszakán Rámánudzsan felébresztette Nárájana Ijert és elmondta neki, hogy álmában megvilágosodott és utasítást kapott rá, hogy hagyja figyelmen kívül a külföldre való utazás tilalmát.
1914 újév napján a 25 éves Eric Harold Neville, Hardy embere, megérkezett Madrászba, hogy differenciál-geometriát adjon elő az egyetemen. Hardy szerint tehetséges matematikus volt, de nem kiemelkedő, mint mondjuk Littlewood. Volt egy titkos feladata: meg kellett győznie Rámánudzsant, hogy Angliába utazzék. Neville az egyetem nagy előadótermében tartotta meg 21 előadását, ahol egyszerre 1600 matematikushallgató fért el, akik egész Dél-Indiából érkeztek az elkövetkező hónap során.
A két férfi az első néhány előadás után bemutatkozott egymásnak. Neville visszaemlékezései szerint: „Tiszta, borotvált, bátortalan, de élénk fiatalember, jó szónok, akkora szókinccsel, amivel ritkán találkoztam”. Többször leültek beszélgetni, Rámánudzsan mindig a jegyzetfüzetével együtt, amit Neville elképedve figyelt. Még jobban meglepődött, amikor Rámánudzsan megkérdezte, hogy tudná-e használni a jegyzetfüzetét az előadásaihoz. „Ez akkora megtiszteltetés volt, ami addig még sohasem ért” – tette hozzá Neville. „Az élete munkáját adta a kezembe”. Ekkor feltette a perdöntő kérdést: „Volna kedve Cambridge-be utazni?” Meglepetésére az ellenkezés addigra megszűnt. Neville biztosította róla, hogy az utazás és az Angliában való tartózkodás költségeit fedezik, tiszteletben tartják a vegetarianizmusát és nem kell újabb vizsgákat tennie, mint más diákoknak.
Az utazást nem mindenki fogadta el. Apósa csodálkozott, hogy Indiában miért nem tud matematikával foglalkozni; anyja aggódott az ellátása és a hideg időjárás miatt, továbbá, hogy a brit nők elcsábítják (anyja megbotránkozott, amikor egy Indiában tartózkodó angol nő kezet fogott a fiával). Rámánudzsan barátai azonban megtiszteltetésnek vették Madrász számára, hogy egyikük elismerésképpen Angliába utazik ösztöndíjasként.
Barátai segítségével európai ruhát vásároltak, továbbá kiegészítőket: cipőt, zoknit, nyakkendőt... stb. Rámacsandra Rao egyik barátjánál, aki korábban Európában élt, megtanulta a kés és villa használatát. Az öltözetet kényelmetlennek találta, barátai sem látták rajta, hogy izgatott lenne vagy örülne az utazás miatt.

### Angliai évek
Rámánudzsan az S. S. Nevasa nevű gőzhajón indult Angliába 1914. március 17-én. A kikötőben ünnepélyes keretek között búcsúztatták, amin megjelent SrínivászaIjengár, Middlemast professzor és Sir Francis Spring, akik bírók voltak, továbbá Kaszturirangar Ijengár, a Hindu című lap kiadója. Nárájana Ijer, Rámánudzsan közeli barátja is jelen volt. Április 14-én érkezett Londonba. E. H. Neville autóval várta őt megérkezésekor. Négy nappal később Neville a Chestertown Road-i házába költöztette, ami Cambridge kertvárosában volt. Bár nem kellett vizsgáznia, de bement néhány matematikai előadásra, amit Hardy tartott és egy Arthur Berry nevű matematikus a King’s College-ból.
Hat hét múlva elköltözött Neville-től, és Hardy irodájának közelében, a Whewell's Courton bérelt lakást. Az elkövetkező időkben Hardy áttanulmányozta a Rámánudzsan jegyzetfüzetében levő tételeket, melyek közül 120-at már volt alkalma megismerni a neki küldött első levélből. A tételek között akadtak hibásak és már felfedezettek egyaránt. A későbbi becslések szerint a tételeknek legalább 2/3-a vadonatúj felfedezés volt. Hardy rádöbbent, hogy a neki küldött levelek tartalma csak a jéghegy csúcsa volt és a jegyzetfüzetek legalább 3-4000 további tételt tartalmaznak. (Hét évvel később, 1921-ben Hardy azt írta, hogy még rengeteg felfedezni való van a jegyzetfüzetekben).
Már néhány hónapja Angliában volt, de Hardy és Littlewood ez alatt éppen csak bele tudtak merülni néhány érdekesebbnek látszó tételbe, de ennyi idő alatt megerősödött az első levél után kialakult benyomásuk: „...csak Eulerrel és Jacobival tudom összehasonlítani”, mondta róla Hardy, és Littlewood egyetértett vele (akiről köztudott volt, hogy zseni). Nem sokkal később nekiláttak a tételek publikálásának. A szerkesztési munkát Hardy végezte. Júniusra két cikk készen állt a megjelenésre, hogy szélesebb olvasóközönség is megismerkedjen velük. Azonban az első munkát csak a Londoni Matematikai Társaság soros ülésén mutatta be, 1914. június 11-én. 1915-ben megindult a publikációk áradata. 1914-ben mindössze egy írása jelent meg, amit a Quarterly Journal of Mathematics szaklap közölt Modular Equations and Approximations to Pi címmel. Mitől lehet érdekes a pí értékének közelítő számítása?
{\displaystyle e^{i\pi }+1=0\,}
A fenti képlet, amit Euler állított fel, összefüggést jelent a geometria, egy transzcendens szám (az Euler-féle szám, „e”), és a képzetes egység között. Az összefüggés példa arra, hogy egymástól látszólag távol eső matematikai fogalmak hogyan kapcsolódhatnak össze. Természetesen a pi értékének közelítésére addigra már rengeteg képlet ismert volt. Rámánudzsan módszere ezeknél jóval gyorsabb, a számítógépek is hasonló algoritmust használnak, ha ki akarják számítani a pi értékét.
Körülbelül ezekben az években Hardyt meglátogatta a magyar származású Pólya György matematikus, és elkérte tőle Rámánudzsan jegyzetfüzetének másolatát. Néhány nappal később pánikszerűen adta vissza, és azt mondta, nem akar Rámánudzsan tételeinek bűvkörébe kerülni, mert akkor egész életében ezek bizonyításával foglalkozna, és nem jutna ideje mást felfedezni.
Aktív, sikeres évek következtek ezután. Az intuitív Rámánudzsan esetleges oktatásbeli hiányosságait jól kiegészítették Hardy ismeretei, akivel így eredményes párost alkottak a közös munkákhoz.
Az elkövetkező öt évben Rámánudzsan G. H. Hardy professzor tanítványaként 3900 különböző tételt, összefüggést fedezett fel. Később ezek a felfedezések nem mindegyike bizonyult helyesnek, és volt olyan is, amelyet már ismert a matematikus világ. Azonban voltak igen hasznos, később nélkülözhetetlennek bizonyuló felfedezések is, mint a Rámánudzsan-prím és a Rámánudzsan-féle téta-függvény.
1915 januárjában Cambridge sötétbe borult. Az utcákon nem világítottak a gázlámpák, az elektromos lámpákat árnyékolni kellett, a legtöbb helyen gyertyával világítottak. A város kórházát elárasztották a sebesült katonák, júliusra már tizenkétezer volt belőlük. A diákok ugyanakkor elmentek, a létszámuk 3500-ról 500-ra csökkent. Az egyetem oktatóit áthelyezték a hadsereg irányítása alá, a kémiai labor katonai kutatást végzett támadó gáz előállítására, a műhelyekben lőszert gyártottak. Littlewoodot besorozták a tüzérséghez, áthelyezték, és a légelhárításban használt lövedékek ballisztikai számításait bízták rá, amit unalmasnak talált. Hardynak nem kellett háborúval kapcsolatos dolgokkal foglalkoznia. Ő és Littlewood 1915–1919 között tíz matematikai cikket írt közösen, amik témája igen távol állt a háborús feladatoktól. 1915 júniusára az élelmiszerárak 32%-kal emelkedtek az előző évhez képest. Rámánudzsan rendszeresen levelezett indiai rokonaival és barátaival. Az első hónapokban 3-4 levelet írt, de később, a háború alatt is legalább havi két levelet. Leveleiben kevés szó esik az első világháborúról, inkább a vegetáriánus étkezéséről és a vallási előírások betartásáról írt. Két fivérének csomagot küldött, ami tele volt angol könyvekkel. Leveleiben megemlítette, ha egyik vagy másik írása megjelent valamelyik rangos angliai magazinban. Az elszigeteltség és meg nem értés hosszú évei után munkáinak nyilvános megjelenése volt az egyetlen elismerés, amire vágyott, és amire az otthoniak is büszkék lehettek. 1915-ben kilenc cikke jelent meg angol szaklapban, míg az ezt megelőző 27 évben mindössze öt, az indiai Journal of the Indian Mathematical Society-ben.
Eredetileg két évet szándékozott Angliában tölteni. 1915 júniusában azt írta egyik barátjának, hogy a következő évben visszatér Indiába. De mindössze egy hónappal később már azt írta, hogy az Indiába való visszatérése valószínűleg csak átmeneti lesz: „Azt hiszem, szükséges lesz itt maradnom még pár évig, mivel Madrászban sem segítséget nem kapok, sem a munkáimat nem ismerik.”
A Cambridge-be való érkezése utáni hónapokban az egyetem diákjai a szerénységét barátságtalanságnak értelmezték és néha gúnyolták is. Egy évvel későbbre ez gyökeresen átalakult, ismert és népszerű lett, otthonosan mozgott a társadalmi összejöveteleken indiaiak és angolok között. Eredményeiről a diákok is elismerően szóltak, az indiai diákok legendás alaknak tekintették. Ismert volt előttük és csodálatot váltott ki az a tény is, hogy „az angolok mindent megmozgattak, hogy Cambridge-be tudják hozni”. Két fénykép maradt fent ebből az időszakból, ami az egyetem ünnepélyesen öltözött diákjainak csoportját ábrázolja. Rámánudzsan mindkettőn központi helyet foglal el.
Valamikor 1916 elején egyik indiai barátja, Gyanesh Chandra Chatterji, aki államigazgatási tanulmányokat folytatott Cambridge-ben, bejelentette, hogy megnősül. Hogy megünnepeljék az eseményt, Rámánudzsan meghívta barátját és a menyasszonyt a lakására egy ebédre. Indiában Rámánudzsan valószínűleg sohasem készített ételt, mert ez anyja és felesége feladata volt. Angliában azonban kényszerűségből megtanulta néhány étel elkészítését. Vasárnaponként indiai barátai időnként átmentek hozzá, és dicsérték a dél-indiai ételeket, amiket készített.
Ezúttal is ki akart tenni magáért. Megjelentek a vendégek Rámánudzsan szobájában a Bishop szállóban: Chatterji, a menyasszonya, Ila Rudra és egy hölgy kísérő, Mrilani Chattopadhyaha, aki harmincas évei elején járt és etikát tanult a Cambridge-i Newnham College-ban (később részt vett indiai munkásmegmozdulásokban és egy iskolát működtetett az érinthetetlen kasztban lévők számára).
Rámánudzsan felszolgálta a levest, ami mindenkinek ízlett, és még kértek belőle. „Egy harmadik adagot?” – kérdezte Rámánudzsan. Chatterji kért, de a hölgyek már nem. Rámánudzsan kiment a házból, taxiba ült és a kb. 160 km-re lévő Oxfordba utazott. Vendégei este 10-ig várták, majd távoztak. Chatterji négy napig nem hallott barátja felől, az ötödik napon távirat érkezett Oxfordból, amiben Rámánudzsan 5 fontot kért tőle kölcsön. Később elmondta barátjának, sértésnek fogta fel, hogy nem kértek többször az ételből, amit készített.
Bár abban az időben egész Angliában mindössze néhány ezer indiai származású diák tanult felsőoktatási intézményekben, több tanulmány készült a beilleszkedésük nehézségeiről. A legtöbb indiai diák az angolokat érzelmileg hidegnek találta. Legtöbbjük elszigetelődött. Egy tanulmány megállapítása szerint az indiai diákok 83%-ára jellemző volt, hogy Indiában a barátok legalább naponta egyszer vagy többször is találkoztak egymással. Amikor Angliában éltek, ez az arány 17%-ra esett.
Az időjárás szinte egész évben felhős, borongós volt, ami szintén rontotta az indiaiak hangulatát. Még júliusban is legalább tíz napon át esett az eső. Télen már délután négykor sötét volt.
A háború tovább rontott a helyzeten. Cambridge (általában Kelet-Anglia) ki volt téve a német Zeppelin léghajók támadásainak. A King's College Chapel védelme érdekében az utcákat nem világították ki.

### Betegsége
A Royal College of Physicians of Edinburgh elnöke megállapította, hogy az indiai diákok között gyakori a gümőkór (tuberkulózis), amit elsősorban az angliai klíma váltott ki, de hozzájárult a vallásos diákok vegetáriánus étkezése is, ami a zord körülményekhez nem volt megfelelő.
Indiában rendelkezésükre állt, és ha nem akartak főtt ételt enni, könnyen hozzáférhető volt a mangó, a banán vagy a kenyérfa termése, joghurttal fogyasztva. 1915-ben Rámánudzsan azt írta egyik barátjának, Subramaniannak Indiába: „Nincs szükségem semmire, az étkezésemet ellenőrzöm, elélek rizsen, kis sóval és citromlével, a végtelenségig”. Neville felesége megjegyezte, amikor náluk lakott, hogy hajlamos volt naponta csak egyszer enni, vagy csak kétnaponta egyszer.
Már egy 1890-ben megjelent könyv, ami indiai diákok angliai tartózkodásával kapcsolatban adott tanácsokat, tartalmazta azt az észrevételt, hogy az angol diákok nem csak a szellemi fejlődésükkel törődnek, hanem a testgyakorlással is, amihez hozzátartozott a mindennapi sporttevékenység. Az indiai diákok körében ez ritka volt. Hardy néhányszor próbálta Rámánudzsant rávenni, hogy krikettezzen velük, de ő nemet mondott.
A német hadsereg 1915 februárjában tengeralattjárókkal tengeri blokád alá vonta a Brit-szigeteket. A blokádot 1916 októberében tovább fokozták és közben sok hajót elsüllyesztettek.
Nagy-Britannia már a háború előtt is nagyarányú behozatalra szorult élelmiszerekből: a húsfélék 40%-át, a gabona 80%-át külföldről kellett behozniuk. A háború alatt a lakosság éhezett. Az alultápláltság széles körben elterjedt jelenséggé vált. Az élelmiszert jegyre osztották, az árak tovább emelkedtek. 1916-ra egy munkáscsalád 65%-kal többet költött élelmiszerre, mint a háború előtt. 1917 elejére komoly élelmiszerhiány lépett fel. Burgonya csak hétvégeken volt elérhető, amikor vidékről a termelők behozták a városba az árujukat, amire az ismert helyszíneken tömegek vártak. A vevők között néha verekedés tört ki, vagy a gyengébbek elájultak az éhségtől.
Még nehezebb volt alapanyagot szerezni a vegetáriánus ételekhez. 1914 júniusában még azt írta Rámánudzsan, hogy „könnyen hozzáférhető a tej és a gyümölcsök”. 1917-re mindenféle gyümölcs és zöldségféle nehezen beszerezhetővé vált. A rendszertelen, hiányos étkezés, a folyamatos, megfeszített szellemi munka, a pihenés hiánya, a klíma mind hozzájárultak, hogy Rámánudzsan szervezete legyengüljön.
W. C. Wingfield, egy neves angol szanatórium orvos-főfelügyelője megfigyelései szerint a leggyakoribb betegség abban az időben a gümőkór volt, aminek okai között a következőket sorolta fel: túlmunka, kimerülésig folytatott játék, túlzott aggódás, alultápláltság, a szükséges napfénymennyiség és a friss levegő hiánya. A túl sok játékon kívül Rámánudzsanra mindegyik jellemző volt. 1917 elején beteg lett, de sem akkor, sem később nem derült ki, milyen okból. Májusban Hardy levelet írt a Madrász Egyetemre a hírrel. Azonban gyógyítás céljából nem volt tanácsos Indiába utaztatni, ahol az orvosok többsége szintén a hadsereg szolgálatában állt. A német blokád miatt a hajók az elsüllyedést kockáztatták. Így Angliában maradt, egy magánklinikán helyezték el. Az állapota annyira rossz volt, hogy Hardy beszélt a Trinity College vezetőjével, hogy vegye fel a kapcsolatot Rámacsandra Raóval Rámánudzsan hazautaztatása érdekében. Később azonban a páciens állapota valamivel jobbra fordult. Egy ideig Hardy ápolta. Rámánudzsan kifogásolta az ételt, amit adtak neki, nem vette be a gyógyszereket, mert nem hitt abban, hogy azok érnek valamit és állandóan fájdalmakra panaszkodott. A következő két évben legalább nyolc orvos kezelte, öt különböző kórházban. 1917 októberében a Somerset megyében fekvő Mendip Hills szanatóriumban dr. Chowry-Muthu indiai orvos felügyelete alá került, akivel három évvel korábban a Nevasa hajó fedélzetén együtt utazott. Dr. Muthu a gümőkór specialistája volt.
Az első diagnózis gyomorfekély volt. Felmerült az is, hogy az indiai herevízsérvműtéte valójában egy rosszindulatú daganat eltávolítása volt. Mivel azonban az állapota nem rosszabbodott, az ötletet elvetették. A vérmérgezés lehetett a következő lehetséges ok. Ezt később arra alapozták, hogy a vegetáriánus ételeket nem külön edényben, hanem magában a konzervdobozukban melegíthette fel a gázsütőjén, és így a fémdoboz összeillesztéséhez használt ólom kioldódhatott. A legvalószínűbb azonban a gümőkór volt, így a következő években ezzel kezelték. A 19. század közepéig az európai városokban három haláleset közül egynek a gümőkór volt az oka. Még a 20. század elején is nyolc haláleset közül egynek ez volt az oka Angliában.
Mint később több ország halálozási és étkezési adatai alapján kimutatták, a betegségre való hajlamot a hús- és tejtermékek fogyasztásában való visszaesés váltotta ki. Az ezekben lévő D-vitamint csak 1920-ban fedezték fel, és csak jóval később mutatták ki a D-vitamin és az immunrendszer kapcsolatát, továbbá a D-vitamin hiányában a gümőkór gyakori előfordulását az indiai szubkontinensről Angliába érkező bevándorlók esetén. A D-vitamin elsődleges forrásai a tojássárgája, a húsok és a zsíros halak. Már a 18. században is használták a tőkehal máját a gümőkór kezelésére. Az egyedüli tojás kivételével (de az információk erre vonatkozóan ellentmondásosak) Rámánudzsan nem fogyasztotta ezeket az ételeket. A D-vitamin lehetséges forrása az ezzel dúsított tej, ami abban az időben még nem létezett. A D-vitaminnak van még egy fontos forrása, ami Indiában bőségesen rendelkezésre állt, míg Angliában nem: a napfény (pontosabban a benne lévő ibolyántúli sugárzás). Rámánudzsan Cambridge-ben kevés napfényhez jutott, hiszen a szabad levegőre is ritkán ment ki, mivel éjszaka szeretett dolgozni és nappal aludt.
A Mendip Hills szanatóriumban csak rövid ideig tartózkodott, novemberben átkerült a Matlock House szanatóriumba, ahol a kor szokásainak megfelelően a gümőkóros betegek kezelése a szabad levegőn való fekvésből állt (ahol valamennyi napfény is érhette a betegek arcát). A kezeléshez tartozott, hogy a szobákat csak hetente egyszer fűtötték. Több szanatóriumban nem volt üveg az ablakokon és az ajtókat is állandóan nyitva tartották. (A betegség első hatékony gyógyszerét, a sztreptomicint csak az 1944-ben fedezték fel).
Indiai otthonában anyja terrorizálta Dzsanakit, akinek leveleit nem továbbították Angliába és a neki szóló leveleket sem kapta meg. Az anyós Dzsanaki horoszkópját okolta a fia betegségéért. Dzsanaki a testvére házassága ürügyén elszökött Karacsiba (ma Pakisztánhoz tartozik), és pénzt kért ruhára férjétől. Rámánudzsan addigra (anyja beszámolói hatására) elhidegült feleségétől, de anyjának és barátainak is egyre kevesebbszer írt (1914-ben még heti egy levelet küldött, 1916-ban 2-3 havonta egyet, 1917-ben pedig egyet sem).
Rámánudzsan rosszul fogadta, hogy nem választották be a Trinity College tagjai közé. Felesége minden bizonnyal elhagyta. Olyan szanatóriumban volt, ahol nem kapta meg az általa igényelt ételeket és gyenge állapota miatt legfontosabb feladatával, a matematikával sem tudott foglalkozni.
Pontosan nem tisztázott okokból 1918 januárjában vagy februárjában a londoni metró egyik állomásán a vonat elé vetette magát. Egy alkalmazott észrevette és működésbe hozta a vészféket. A kocsi néhány méterrel a gázolás előtt megállt. A rendőrség letartóztatta, de Hardy közbelépett és minden tekintélyét latba vetve kimódolta, hogy szabadon engedjék.

### Visszatérés Indiába
Az első világháború befejeződött Anglia számára 1918. november 11-én. Rámánudzsan néhány hónap alatt 4-5 kilót felszedett korábbi leromlott állapotához képest. Más életrajzírói szerint az egészsége annyira megrendült, hogy amiatt kellett visszatérnie Indiába. Tudományos céljait elérte Angliában, Indiában egyetemi állásra számíthatott (olyan magas fizetéssel, amit nem akart elfogadni), ahol a kutatásait szabadon folytathatta.
1919. március 13-án elindult a Nagoya gőzhajó fedélzetén Bombay-be (ma Mumbai), hogy visszanyerje egészségét.
Időközben a háború Indián is nyomot hagyott. Nem sokkal a háború kitörése után az Emden német hadihajó az Indiai-óceánon kereskedelmi hajókat bombázott. Egyik éjszaka megjelent Madrász kikötője előtt, és az ott álló tankhajót, a Burma Oil Company hajóját lőni kezdte, ami kigyulladt. A lángokat a tengerről még 120 km-ről is látni lehetett. A támadásnak nem volt stratégiai jelentősége, de a lakosság pánikba esett, és sokan vidékre menekültek, köztük Rámánudzsan szülei is. Az országban mindössze 15 000 brit katona volt, ezért önkéntes indiai hadsereget toboroztak, aminek létszáma hamar elérte az 1 millió főt, és nagy számban érinthetetlenekből állt.
Politikailag az ország elindult a függetlenné válás útján. 1915-ben Annie Besant, egy angol társadalmi reformer az „Otthoni kormányzás” („Home Rule”) elveit propagálta az általa szerkesztett New India című napilapjában. Ugyanabban az évben Gandhi, aki már ismertté vált az erőszakmentességi elve miatt, visszatért Dél-Afrikából Indiába, ahol tömegmegmozdulásokat szervezett (öt évvel később az indiai nemzeti kongresszus vezetőjévé választották).
Rámánudzsan Angliába való utazását, ottani tanulmányait, publikációit, elismeréseit Indiában is figyelemmel kísérték, és minden kedvező hírt kitörő örömmel fogadtak. Tíz héttel Bombay-be való érkezése előtt az Indiai Matematikai Társaság a második konferenciáját tartotta. A szónokok „briliáns karrier”-t és „szerény kezdetek”-et említettek, és a Royal Society magas köreibe való bekerülés is fő témájuk volt. Ugyanakkor a visszatérés időpontja kedvezőtlen volt: influenzajárvány tombolt, amiben tízmillió ember halt meg. Csak a matematikai társaság kis létszámából öten hunytak el ebben az időszakban influenzában. Míg Rámánudzsan Angliában tartózkodott, Indiában meghalt E.W. Middlemast, a Presidency College matematikus professzora (aki az első ajánlólevelet adta neki), és 42 éves korában Singaravelu Mudaliar professzor, aki matematikát oktatott neki a Pachaiyappa’s College-ban.
1919. március 27-én partra szállt Bombay-ben. Anyja és fivére fogadták a családból, ő a feleségét hiányolta (aki egy éve Rádzsendramban élt, és férje érkezéséről is csak az újságokból értesült, anyósa nem tájékoztatta). 1919. április 1-jén a matematikai társaság újságja címoldalon számolt be Rámánudzsan megérkezéséről, amiben megemlítik bizonytalan egészségi állapotát is. Rámacsandra Rao április 2-án találkozott vele, amikor a család Madrászba érkezett. „Borzasztóan nézett ki.” – mondta róla Rao. Régi barátja, Viswanatha Sastri ló vontatta kocsin vitette egy gazdag ügyvéd bungalójába, ő maga biciklin követte. Amikor megérkezett a házhoz, Rámánudzsan már joghurtot és sambhart evett. „Ha ezeket ehettem volna Angliában”, – mondta, „nem lettem volna beteg.”
Madrász előkelősége sorban látogatást tett az indiai zseninél, aki tudományos hírnevet szerzett a világban magának és egész Dél-Indiának. Még a rákövetkező évben is ők fizették az orvosi és egyéb számláit. Felajánlották a házaikat, hogy lakjon náluk. Hogy a látogatók áradatát kordában tartsa, orvosa, M.C. Nanjunda Rao áthelyeztette egy Venkata Vilas nevű helyre, ami a Luz Church Road-on volt. Ez a kulturált Madrász szívében volt, távol gyerekkori otthonától. A brahmin származású szellemi elit lakott errefelé, ügyvédek és tudósok, luxuskörülmények között. Ide érkezett meg április 6-án Dzsanaki és fivére, miután Rámánudzsan bátyja levélben meghívta őket. Körülbelül egy héttel később megérkezett Rámánudzsan apja, nagyanyja és öccse Kumbakonamból.
A nyár közeledtével az orvosok a kontinens belseje felé való utazást javasoltak a nagy meleg és a pára elkerülése érdekében. Az egyik lehetőség Kojambuttúr volt, ami a hegyek között feküdt, éghajlata szárazabb volt és 5-6 fokkal hűvösebb. Rámánudzsan anyja azonban Kodumudi mellett tette le voksát, ami a házukhoz közelebb fekvő kis település volt. Hamarosan átköltöztek oda, az East Agraharam nevű utcában lévő házba. Az utcától nem messze le lehetett menni a folyóhoz ruhát mosni és tisztálkodni, ahová férfiak és nők egyaránt jártak. Ezen a helyszínen 1919. augusztus 11-én Rámánudzsan a nyilvánosság előtt fellázadt anyja ellen. Problémák már korábban is voltak, de eddig ilyen nyíltan nem törtek a felszínre (például Rámánudzsan első osztályú vasúti kocsiban szeretett volna utazni, anyja azonban a másod-, vagy harmadosztályhoz ragaszkodott). Ezúttal Rámánudzsan a folyóhoz készült, hogy elvégezze a Sravanam nevű tisztálkodást, ami vallási előírás volt. Dzsanaki is vele akart menni, de anyósa nem akarta engedni. Rámánudzsan azonban ragaszkodott hozzá, hogy vele menjen. A kenyértöréshez hozzájárultak az elfogott és visszatartott levelek, amikről Rámánudzsan csak hazaérkezése után most szerzett tudomást. Tiszteletteljesen, de határozottan beszélt anyjával: Dzsanaki vele megy. Innentől kezdve Dzsanaki kicsit szabadabban érezte magát, és férje is felszabadultabb lett. Dzsanaki gondoskodott az ételéről, odaadta neki a gyógyszerét és vigyázott rá éjszaka. Amikor Komalatammal úgy gondolta, hogy ideje lenne, ha Dzsanaki összepakolná a holmiját és hazamenne a szüleihez, Rámánudzsan visszautasította az ötletet.
Rámánudzsan két hónapig maradt Kodumudiban. Vasárnaponként eljött az orvosa, C.F. Fearnside, aki ilyenkor megvizsgálta. Az orvos javaslata a vagy Kojambuttúrba, vagy Tandzsávúrba való utazás volt. Rámánudzsan az utóbbi nevét tamil kiejtéssel eltúlozva Tan-savu-ur-nak mondta és hallani sem akart róla (a kifejezés jelentése: „a halálom helye”). De a nyár elmúltával valahova utazni kellett, így a választás Komalatammal utasítása szerint Kumbakonamra esett.
Augusztus végén Komalatammal előre utazott, hogy kiválassza a házat, ami a Sarangapani Sannidhi utcán állt, és egyáltalán nem felelt meg fia egészségi állapotának. Szeptember 3-án Rámánudzsan és a család többi tagja elutazott Kodumudiból, és másnap alkonyatkor megérkezett Kumbakonamba. A gyermekkorából ismerős környék kissé felvidította. Régi cimborák bukkantak fel, gyerekkori ismerőseit látogatta meg.
Itt új orvosa volt, P. S. Csandraszekár, a gömőkór ismert specialistája, a madrászi orvosi egyetem higiénia- és fiziológia-professzora, akit Madrászból hozattak ide az ő ápolásának céljából. Azonban az angliai szanatóriumokban töltött két év nemhogy javított volna, hanem rontott az állapotán. Egy tanulmány kimutatta, hogy a gümőkórral ott „kezelt” páciensek 45%-a elhunyt 5 éven belül, de a többség a két évet sem érte meg az elbocsátás után. Csandraszekár megállapítása szerint a betegség előrehaladott volt. Rámánudzsan addigra szkeptikus lett a betegségével kapcsolatban. Két és fél év óta, amikor a betegsége kitört, Madrászban két helyen volt kórházban, majd Kodumudiban és valószínűleg röviden Kojambuttúrban is. Ezután Kumbakonam következett. Mindez kilenc hónap alatt. Közben az állapota egyre rosszabb lett, ezért Csandraszekár Madrászba rendelte kezelésre, ahol az időjárás akkor hűvösebb, kedvezőbb volt. Rámánudzsan nehezen állt rá, hogy utazzanak. Végül január 15-én megérkeztek az új címre: „Kudsia”, Harrington Road, Chetput, Madrász. Itt rövid ideig tartózkodtak, mert Rámánudzsan nagyobb házat szeretett volna. E házak valamelyikében írt 1920. január 12-én levelet Hardynak. Ebben arról ír, hogy „...felfedeztem egy érdekes függvényt, amit ál-téta függvénynek nevezek. A »hamis« téta függvényekkel ellentétben ez olyan gyönyörűen illeszkedik, mint a valódi téta függvény.” (A levélben leírtak a matematikának annyira eredeti darabjai, hogy ma is lázba hozzák a valódi matematikusokat és Rámánudzsan legjobb munkáinak egyikének tartják). Mint több más munkája, a téta függvények is végtelen sorokkal ábrázolhatók. Hardynak írt levelében leírja, hogyan lehet ezeket a függvényeket előállítani.
G. N. Watson matematikus – aki ezeket a függvényeket tanulmányozva tizenhat évvel később a Londoni Matematikai Társaság elnöki székébe jutott – kijelenti, „a függvények felfedezése arra utal, hogy Rámánudzsan szellemi képességei, zsenialitása és eredetisége a nyilvánvaló testi bajok ellenére megmaradt.” Abban az évben végig ebben a témakörben alkotott, oldalakat írt tele. Összesen 650 függvényt állított elő ezen a területen.
George Andrews amerikai matematikus, aki mintegy 50 évvel később tanulmányozni kezdte munkásságát, megdöbbent annak gazdagságán és a meglepő eredményeken. „Nehéz elképzelni, még egy olyannak is, aki maga is matematikával foglalkozik, hogyan tud valaki ilyesmiket kitalálni. Öt rendkívül hasonló függvény közül három bizonyítása másfél órámba került, a maradék kettőé pedig három hónapba.”
A Rámánudzsan halála előtti egy év munkájának eredményei azt a jelenséget erősítik, amit a gümőkór diagnózisában „kreatív csúcs”-nak írnak le, amiben a páciens a korábbi életénél jóval aktívabbá válik, hogy „valamit még le tudjon tenni az asztalra”, (persze ez nem minden páciensre igaz).
Valamikor tél vége felé, vagy 1920 kora tavaszán Rámánudzsan panaszkodott anyjának, hogy a hely neve, ahol akkor laktak, a Crynant-ban a „cry” (=kiáltás, sírás) kedvezőtlenül hangzik. Komalatammal, nem említve az igazi indokot Namberumal Chetty-hez ment, a bungalók tulajdonosához, és másik házat kért. Ekkor átköltöztek nem messze egy másik házba, aminek Gometra volt a neve (=a tehenek barátja – a név Krisnára utal).
Márciusban Komalatammal felkereste G.V. Narayanaswamy Ijer főiskolai tanárt, aki asztrológusként is ismert volt. A Komalatammal által megadott adatokból a következő kijelentést tette: „Egy világszerte tisztelt férfi, aki könnyen meghalhat ismertsége csúcsán, vagy, ha megéri az öregkort, feledésbe merül. Ki ez az ember?” Komalatammal megmondta, és hozzátette, hogy a horoszkópja összeállítása után ő is erre a következtetésre jutott. Narayanaswamy a nevet meghallva visszakozott, mondván, hogy túl gyorsan mondott ítéletet, és hogy az asszony (akit nem ismert) ne hozza azt a rokonok tudomására. A rossz hír ellensúlyozására a feleség adatait is elkérte. Azonban félórás vizsgálat után sem jutott eszébe jó megoldás. „Talán ha külön élnének egy darabig...” Komalatammal éppen ezt akarta hallani.
Vajon tudta-e Rámánudzsan, hogy hamarosan meg fog halni? A gümőkórt övező egyik mítosz szerint a beteg ismeri fel utoljára, hogy mi vár rá, amikor a körülötte élők már régen tisztában vannak a helyzettel. A beteg a hullámzó állapotjavulást, amit az egyre lefelé haladó egészségromlás közben átél, a halálos ágyán is teljes gyógyulásnak hiszi. Rámánudzsan nem esett bele ebbe az illúzióba. Utolsó hónapjaiban többször mondta orvosának, hogy már nem akar tovább élni. Jóval korábban ismert volt előtte a horoszkópja (amiben hitt is), ami szerint 35 éves kora előtt eléri a halál. Amikor Madrász elővárosában, Chetputban laktak, viccelődött a névvel, amihez hasonló volt a tamil chat-pat kifejezés, aminek jelentése: „hamarosan megtörténik”.
Utolsó hónapjaiban lelkileg is közelebb került Dzsanakihoz. „Mindig kedves volt hozzám, viccelődött, humorizált.” – mondta később Dzsanaki. Elmesélte neki angliai kalandjait, hogy milyen állatokat látott a British Múzeumban, a Cambridge-ben töltött időszakot, és amikor egyszer egy angolt csípős borssal vendégelt meg...
Ugyanakkor dühkitörései is voltak, borongós és veszekedős időszakok. Az utolsó időszakban csont és bőr volt, és állandó fájdalmakról panaszkodott a gyomrában és a lábaiban. Dzsanaki forróvizes törölközőt tett a fájós részekre, ami akkoriban bevett terápia volt. Azonban még ekkor is dolgozott. Dzsanakitól papírokat és írótáblát kért, és oldalakat írt tele matematikai képletekkel. Akkor már senkivel nem beszélt, aki látogatóba jött, a halála előtt négy napig csak az írással volt elfoglalva.
1920. április 26-án hajnalban eszméletét vesztette. Két órán keresztül Dzsanaki mellette ült, és hígított tejjel itatta. Reggelre meghalt. A feleségén kívül vele voltak a szülei, két fivére és a barátai. Harminckét éves volt.
Az aznap délután megtartott temetésen az ortodox brahmin rokonok nem voltak jelen, mivel a hazatérése után az állapota miatt nem tudott elutazni Rameswaramba, hogy elvégezze a megtisztító ceremóniát, így számukra tisztátalan maradt. Rámacsandra Rao szervezte a temetési szertartást a veje és Rámánudzsan gyerekkori barátja, Rajagopalachari segítségével. Délután 1 óra körül a test alatt meggyújtották a lángokat, és elhamvasztották Chetput közelében.
Indiában az özvegyekre kirekesztés és szomorú sors várt. Dzsanaki anyja és bátyja férje halála előtt két nappal érkeztek meg, és látták, hogy a férje családjától Dzsanaki semmi jóra nem számíthat, ezért anyjával együtt visszatértek Rajendramba. A következő hat évben fivére házában élt, aki adóhivatalnok lett Mumbai-ben. Amikor tudomására jutott, hogy az egyetem havi 20 rúpiát folyósítana neki, ha átadja férje hátrahagyott jegyzeteit és lemond azok jogairól, visszatért Madrászba, és rövid ideig nővérénél élt Triplicane-ban. Nem sokkal később saját otthont talált magának a Hanumantharayam utcában, ami két házzal arrébb volt, ahol férje Angliába való utazása előtt laktak. Dzsanaki a következő majdnem ötven évben itt élt. Megtanult hímezni és varrógépen varrni. Ruhák varrásából és a varrás oktatásából tartotta fenn magát.

## Hatása, emlékezete
Subrahmanyan Chandrasekhar indiai származású asztrofizikus 1910-ben született Észak-Indiában, Lahore-ban (ma Pakisztánhoz tartozik). Nyolcéves korában Madrászba költöztek, ahol a Presidency College-ba járt, majd az angliai Cambdrige-be került, a Trinity College-ba, ahol találkozott Hardyval. A fekete lyuk elméleti igazolásával foglalkozott, amiért 1983-ban fizikai Nobel-díjat kapott. 1920-ban kilencéves volt, de jól emlékszik rá, amikor anyja felolvasta neki az újságból Rámánudzsan halálhírét. Majdnem hetven évvel később egy amerikai hallgatóságnak a következőket mondta: „Abban az időben nem tudtam Rámánudzsan miféle matematikus volt, vagy milyen tudományos eredményt ért el. Csak azt tudtam, hogy hasonló körülmények között élt, mint én, tudományos értelemben elszigetelt környezetben, Indiában sok nehézséggel találta szembe magát, és szinte csodaszámba ment, hogy az angliai Cambridge-be hívták, ahol elsőrangú matematikusokkal dolgozott együtt, majd visszatért Indiába mint a század legeredetibb matematikusa. Mindezek a tények rendkívül ösztönzőek voltak az indiai diákok számára, hogy hozzá hasonló életpályát fussanak be.”
Egy másik alkalommal ezt mondta: „Az 1920-as évek Indiájában akikre büszkék voltunk: Mahatma Gandhi, Dzsaváharlál Nehru, Rabindranáth Tagore (Nobel-díjas költő) és Rámánudzsan. Büszkék voltunk, hogy amit csinálunk, az egyenlő rangú lehet a világon máshol, mások által elért eredményekkel. Azt hiszem, nem túlzás azt mondani, hogy a Rámánudzsan halála utáni 30-40 évben Indiában minden matematikusra közvetve vagy közvetlenül hatással volt a példája.”
1921-ben Hardy felvásárolta az Angliában még fellelhető Rámánudzsan-papírokat, és még abban az évben saját kiegészítéseivel publikálni kezdte őket. Hasonlóképpen tett Mordell, amikor 1922-ben kiadta a Note on Certain Modular Relations Considered by Messrs. Ramanujan, Darling and Rogers című tanulmányát. 1923-ban B.M. Wilson kiadta Proofs of Some Formulae Enunciated by Ramanujan című írását a „Proceedings of the London Mathematical Society”-ben. Nem sokkal azután, hogy Rámánudzsan haláláról értesült, Hardy írt Dewsbury-nek: „Lehetséges lenne, hogy a Madrász [egyetem] megjelentetné az írásokat összegyűjtött formában? Ez egy állandó emléke lenne egy ilyen kiemelkedő géniusznak a legmegfelelőbb formában.” Hosszan tartó levelezés után 1927-ben a Cambridge University Press kiadta Rámánudzsan összegyűjtött írásait. A kötet 355 oldalt tett ki és szinte mindent tartalmazott a korai indiai írásoktól kezdve. Ezzel a megjelenéssel szerzett tudomást a szélesebb matematikai világ Rámánudzsan munkásságáról, egyúttal elindította a további publikációk áradatát. Tanulmányok tucatjai következtek az ez utáni években olyan címmel, mint Megjegyzések Rámánudzsan egyik problémájához. 1928-ban Hardy átadta G.N. Watsonnak Rámánudzsan jegyzetfüzeteit más kéziratokkal együtt, és közösen dolgoztak ezek megjelentetésén a második világháború kitöréséig. Addig mintegy két tucat írást publikáltak.
1931-ben Magyarországon egy tizennyolc éves csodagyerek, Erdős Pál (aki akkor a Budapesti Műszaki Egyetem hallgatója volt) tanulmányt írt a prímszámokról. Tanára javasolta neki, hogy olvassa el Rámánudzsan hasonló bizonyítását, ami a Collected Papers-ben jelent meg, amit ő nagy érdeklődéssel meg is tett. A következő évben találkozott egy Hardy-Rámánudzsan bizonyítással, ami a prímszámokkal foglalkozott. 1939-ben Erdős és Mark Kac továbbfejlesztette az elméletet. A matematikusok csak akkor ismerték fel, hogy Hardy és Rámánudzsan egyik 1917-es írása alapozta meg az azóta valószínűségi számelmélet néven ismert területet.
1934-ben Norvégiában egy iskolásfiú, Atle Selberg (aki később a világ egyik legismertebb számelméleti matematikusa lett) találkozott egy cikkel egy norvég matematikai újságban, ami Rámánudzsanról szólt és „igen figyelemreméltó matematikai zseni”-nek nevezte. Mint később elmondta: „A cikk nagy és hosszan tartó hatással volt rám, elbűvölt.” Selberg fivére (akit szintén érdekelt a matematika) hazavitte Rámánudzsan írásait, a Collected Papers-t. Selberg úgy érezte: „Egy teljen új világ jelent meg előttem, ami minden más matematikai könyvtől különbözött és sokkal csábítóbb volt a képzeletem számára. Az évek során megtartotta izgalmasságát és misztikusságát. Ez indított el a matematika útján.”
1942-ben Freeman Dyson (akkoriban másodéves egyetemista Winchesterben, ahova Hardy is járt) megnyert egy iskolai matematikai versenyt, aminek díjaként megkapta Hardy és E.M. Wright számelmélettel foglalkozó könyvét. A könyvben a 19. fejezetet szerettem a legjobban, ami a partíciókkal foglalkozott – idézte fel sok évvel később. Különösen a partíciófüggvények egybevágósági tulajdonságai tetszettek, amiket Rámánudzsan fedezett fel. Dyson ezeken a tulajdonságokon kezdett gondolkozni, és előállt a rang fogalmával. "Rámánudzsan munkáival kapcsolatban az a csodálatos, hogy olyan sok mindent fedezett fel, hogy rengeteg felfedezni való maradt mások számára is. Még 44 évvel az után az első boldog nap után is új dolgokat találok ezen a területen."
Bár a Collected Papers írásai új területek alapjait vetették meg, a könyv nem volt népszerű, még akadémiai mértékkel sem. Az első évben mindössze 42 példányt adtak el belőle, a következő évben 209-et. A Cambridge University Press egyik alkalmazottja azt írta Hardynak 1929-ben: „Talán 10 év is kell hozzá, mire eladjuk a kinyomtatott 750 példányt.” A második világháború után Freeman Dyson így írt: „Amikor az Egyesült Államokba mentem, én voltam az egyetlen rajongója ennek a könyvnek.”
1946-ban Nehru így írt: „Rámánudzsan rövid élete és halála az indiai feltételek szimbóluma. Arra mutat rá, hogy milliók közül kevesen kapnak valamilyen oktatást; sokan éheznek... Ha az élet megnyitná a kapuit számukra, megfelelő ételt és oktatást kapnának, és lehetőséget a növekedésre, a milliókból hány elsőrangú tudós, oktató, technikus, gyári munkás, író, művész válna, akik egy új Indiát hoznának létre?”
1957-ben a Tata Institute of Fundamental Research kiadta Rámánudzsan jegyzetfüzeteit fakszimile kiadásban. A két kötet súlya mintegy 4,5 kg volt.
J. B. S. Haldane, angol biológus, aki élete vége felé Indiában élt, így panaszkodott az 1960-as évek elején: „Indiában manapság Rámánudzsan még egy vidéki egyetemen sem kapna ösztöndíjat, mert nincs középiskolai végzettsége. Ez szégyenletes Indiára nézve. Tudom, hogy egyetemi professzori állást ajánlottak neki Indiában, miután Angliában megkapta a legmagasabb tudományos kitüntetést. Botrányos, hogy India nagy fiainak előbb külföldre kell menniük, hogy elismerést szerezzenek. Ha Rámánudzsan munkáit időben felismerték volna Indiában, talán sohasem ment volna külföldre, és még ma is élne.”
1987-ben, születésének 100. évfordulójának közeledtével Rámánudzsant Dzsaváharlál Nehruhoz és C. V. Raman Nobel-díjas fizikushoz hasonlították, akiknek szintén akkortájban volt a 100. évfordulójuk. Rámánudzsan életéről addigra három indiai film készült. A Ramanujan Mathematical Society társaság, ami 1986-ban alakult meg, kiadta a jegyzetfüzetei első részét. A centenárium közeledtével Dzsanaki háza Madrászban matematikus „zarándokok” célpontja lett, akik tisztelgő látogatást tettek nála.
Dzsanaki megjelent egy brit dokumentumfilmben (Letters from an Indian Clerk), ami Rámánudzsan életéről szólt. A filmet később az Egyesült Államokban is bemutatták. A centenárium évében egy alapítvány Dzsanakinak 20 000 rúpiát adományozott, és havonta ezer rúpiát kezdett folyósítani. Dzsanaki kívánsága az volt, hogy hozzanak létre egy Srinivasa Ramanujan Trust nevű alapot, ami a pénzt matematikus diákok taníttatására fordítaná ösztöndíjak formájában. A következő évben a Trinity College tanácsa saját felajánlást tett, és 1988 februárjában 2000 angol font éves összeget kezdett utalni.

## Tudományos tagságok, fokozatok
Rámánudzsan 1916-ban sikeresen egyetemi diplomát szerzett, 1917-ben beválasztották a Londoni Matematikai Társaság tagjai közé. Ő volt a második indiai származású, és egyben a legfiatalabb, aki a társaság tagja lett. 1918-ban a Royal Society tagjává választották (Fellow of Royal Society, röviden F.R.S). Ez a legmagasabb tudományos kitüntetés Angliában.

## Személyisége
Rámánudzsant szerény, hallgatag és szégyenlős embernek írták le, kifinomult modorral. Ugyanakkor nagyon érzékeny is volt. Spártai életmódot folytatott, gyakran főzött a szobájában saját maga számára vegetáriánus ételeket.
A hinduizmus híveként nagyon vallásos volt, elmondása szerint Namagiri Thayar istennő segítette álmában a matematikai tételek felfedezésében, akiről úgy tartották, hogy a családjuk védőszentje volt. Apja és anyja hozzá imádkoztak, mert házasságuk után évekig nem született gyermekük. Anyai nagyanyja többször transzba esett, ekkor Namagiri istennő beszélt hozzá. Egyik alkalommal – évekkel Rámánudzsan születése előtt – az istennő azt nyilatkozta a nagymamának, hogy egy nap meg fog szólalni a lánya fián keresztül. Rámánudzsan ismerte a történetet és hitt is benne.

### Egy taxi „unalmas” rendszáma
Mikor egyszer Hardy és Rámánudzsan Londonban taxin utazott, Hardy a taxi távozása után vette észre, hogy aktatáskáját a kocsiban felejtette. Kéziratok lévén a táskában, ez kétségbe ejtette, de Rámánudzsan megnyugtatta, hogy a taxi száma 1729. Hardy igen örült ennek, de nem hagyta nyugodni a kérdés, hogyan lehetett megjegyezni egy ilyen érdektelen számot. Nem érdektelen ez a szám, felelte Rámánudzsan: ez a legkisebb olyan egész szám, amely kétféleképpen bontható fel két köbszám összegére:

## Matematikai felfedezései
Egy Erdős által ránk hagyományozott történet szerint Hardy, a sportember egyszer pontozással értékelte a korszak kiemelkedő matematikusait, tehetségük alapján. Saját magának 25, Littlewoodnak 30 pontot, Hilbertnek 80 pontot adott, de a teljes 100 pontot egyedül Rámánudzsan érdemelte ki.
Rámánudzsan matematikai felfedezései szokatlanok voltak – tételeit általában nem bizonyította, csak egyszerűen leírta őket. Számára a szép matematikai formula önálló esztétikai értéket jelentett. Kortársai tisztában voltak nagyságával, de úgy vélték, hogy olyan jellegű eredményeket ért el, amelyek nem teszik lehetővé, hogy a matematika történetében megkapja méltó helyét. Fő támogatója, Hardy így írt Rámánudzsanról annak halála után: „Lehet, hogy a formulák nagy napjai véget értek, és Rámánudzsannak száz évvel korábban kellett volna születnie, de ő volt korának legnagyobb formulaalkotója.” Egyik ilyen érdekes tétele a π megközelítésére felállított végtelen sor:
{\displaystyle {\frac {1}{\pi }}={\frac {2{\sqrt {2}}}{9801}}\sum _{k=0}^{\infty }{\frac {(4k)!(1103+26390k)}{(k!)^{4}396^{4k}}}.}
A képlet nagyon gyorsan konvergál, már két tagra 17 pontos jegyet ad.
Egy másik sora {\displaystyle 1/\pi }-re:
{\displaystyle {{4} \over {\pi }}={{1123} \over {882}}-{{22183} \over {882^{3}}}{{1} \over {2}}{{1\cdot 3} \over {4^{2}}}+{{44443} \over {882^{5}}}{{1\cdot 3} \over {2\cdot 4}}{{1\cdot 3\cdot 5\cdot 7} \over {4^{2}\cdot 88^{2}}}\cdots }
További példák:
{\displaystyle \sum _{k=0}^{\infty }{2k \choose k}{{1} \over {2^{2k}(2k+1)^{2}}}={{\pi } \over {2}}\log 2}
{\displaystyle \sum _{k=0}^{\infty }{2k \choose k}{{3^{k}} \over {2^{4k}(2k+1)^{2}}}={{\pi } \over {3{\sqrt {3}}}}\log(3)-2{{\pi ^{2}} \over {27}}+\sum _{k=0}^{\infty }{{1} \over {(3k+1)^{2}}}}
{\displaystyle \lim _{x\to \infty }e^{{{x^{3}} \over {9}}-{x \over {12}}}\prod _{k=1}^{x}{\biggl (}{{k} \over {x}}{\biggr )}^{k^{2}}=e^{{\zeta (3)} \over {4\pi ^{2}}}}
Ugyancsak tőle maradt fenn a következő, előzőleg ismeretlen egyenlőség is:
{\displaystyle \left[1+2\sum _{n=1}^{\infty }{\frac {\cos(n\theta )}{\cosh(n\pi )}}\right]^{-2}+\left[1+2\sum _{n=1}^{\infty }{\frac {\cosh(n\theta )}{\cosh(n\pi )}}\right]^{-2}={\frac {2\Gamma ^{4}\left({\frac {3}{4}}\right)}{\pi }}}
Számos közelítő formulát talált π-re:
Észrevette, hogy (a transzcendens)
meglepően közel van egy egész számhoz. Ennek mélyenfekvő oka az elliptikus görbék és a moduláris csoportok elméletével magyarázható. Az 1998-as Fields-érem átvételekor tartott előadásában Richard Ewen Borcherds azt mondta, minden matematikusnak életében egyszer látnia kell ennek a bizonyítását.
Sok állítást igazolt az n szám partícióit megszámláló p(n) függvényről.
Bevezette és vizsgálta a
{\displaystyle q\prod _{n=1}^{\infty }{\bigl (}1-q^{n}{\bigr )}^{24}=\sum _{n=1}^{\infty }\tau (n)q^{n}}
azonossággal definiált {\displaystyle \tau (n)} számelméleti függvényt. Sejtette, hogy {\displaystyle \tau } multiplikatív, hogy a {\displaystyle p^{n+1}} prímhatványra
{\displaystyle \tau (p^{n+1})=\tau (p)\tau (p^{n-1})-p^{11}\tau (p^{n-1})}
teljesül, és minden p prímre {\displaystyle |\tau (p)|<2p^{11/2}}.
Az első két állítást Mordell, az utolsót Deligne bizonyította.
Miután megismerkedett V. Ramaszvami Ijerrel, az Indiai Matematikai Társaság alapítójával, Rámánudzsan állást kért tőle, amit meg is kapott. Később Ijer ajánlólevélével visszautazott Madrászba matematikus barátaihoz. Barátai ajánlólevelével R. Rámacsandra Raót, az Indiai Matematikai Társaság titkárát kereste föl. Rámacsandra Rao elismerte a jegyzetek nagyszerűségét, azonban kételkedett abban, hogy ezek Rámánudzsan munkái lennének. Később azonban megváltozott a véleménye, és segített Rámánudzsannak publikálni néhány tételét a Journal of Indian Mathematical Society (Az Indiai Matematikai Társaság Lapja) című matematikai folyóiratban.
Az újságban megjelent egyik első feladata a

{\displaystyle {\sqrt {1+2{\sqrt {1+3{\sqrt {1+...}}}}}}}
gyökkifejezés pontos értékének kiszámítása volt. Mivel hat hónapig hiába várt a megoldásra, később ezt is közölte.
Első jegyzetfüzete 105. oldalán található a formula, ami megadja ennek és hasonló formuláknak az értékét:

{\displaystyle x+n+a={\sqrt {ax+(n+a)^{2}+x{\sqrt {a(x+n)+(n+a)^{2}+(x+n){\sqrt {stb.}}}}}}}
Később még több más cikket is megjelentetett, többek közt a Bernoulli-számokról is.
Ugyancsak Rámánudzsan felfedezése az is, hogy {\displaystyle m\geq 1}-re a {\displaystyle B_{2m}} Bernoulli-tört nevezője mindig osztható hattal. (A027642) Továbbá kitalált egy módszert Bn kiszámítására.

### Jegyzetfüzetei és azok utóélete
Rámánudzsan két jegyzetfüzetet hagyott hátra: egy 351 oldalas, 16 fejezetre osztott jegyzetfüzetet és egy 256 oldalas füzetet, amely 21 fejezetből állt. Ezenkívül még egy kb. 100 oldalas és egy 33 oldalas befejezetlen jegyzetfüzetet hagyott hátra.
1929-ben G. N. Watson, a matematikai alapkutatások professzora a Birminghami Egyetemen, és B. M. Wilson, aki ismerte Rámánudzsant Cambridge-ből és akkor a Liverpooli Egyetemen oktatott, elhatározták, hogy feldolgozzák a jegyzetfüzetek anyagát.
Két évvel később Watson elismerte, hogy „nehéz feladatra vállalkoztak”. Egyetlen pár moduláris egyenlet bizonyítása például egy hónapjába került. Ugyanakkor megjegyezte, hogy érdemes a feladattal foglalkozni, mert „hálás”. Úgy becsülte, hogy a munka még 5 évig fog tartani. Valójában legalább tíz évig foglalkozott a feldolgozással, az 1930-as évek végéig, amikorra energiái kimerültek. Watson mintegy két tucat írást jelentetett meg a tételekről és rengeteg jegyzetet hagyott hátra.
1977-ben az amerikai matematikus, Bruce Berndt ott folytatta, ahol Watson és Wilson abbahagyták. Tizenhárom évnyi munka során háromkötetnyi írást publikált, amelyek kizárólag a jegyzetfüzetek tartalmával foglalkoztak.

## A Rámánudzsan-függvény kapcsolata a húrelmélettel
Létezik egy függvény, amely a moduláris függvények elméletének visszatérő szereplője, ez a Rámánudzsan-függvény. Érdekessége, hogy tartalmaz egy 24. hatványra emelt tagot. Ez a szám egyike azoknak a mágikus számoknak, amelyek ismeretlen okból folyton a legváratlanabb helyeken jelennek meg. Rámánudzsan függvénye a húrelméletben is felbukkan. Itt a 24-es szám jelenti a húrelmélet leegyszerűsödésének eredetét. Miközben a húrok mozognak, egyesülnek és szétválnak a téridőben, nagyszámú nemtriviális feltételnek kell teljesülnie. Ezeket a feltételeket azok az egyenletek adják meg, amelyeket Rámánudzsan felfedezett. (Mivel fizikusok további két dimenziót is hozzáadnak, amikor egy relativisztikus elmélet összes lehetséges rezgését figyelembe akarják venni, ezért a konklúzió az, hogy a téridőnek 24+2, azaz 26 dimenziósnak kell lennie.)

## Az ál-moduláris formák és a fekete lyukak

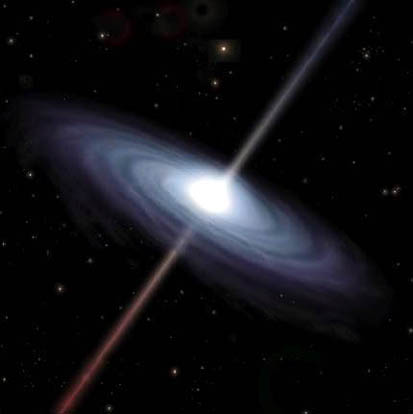
Fekete lyuk művészi ábrázolása

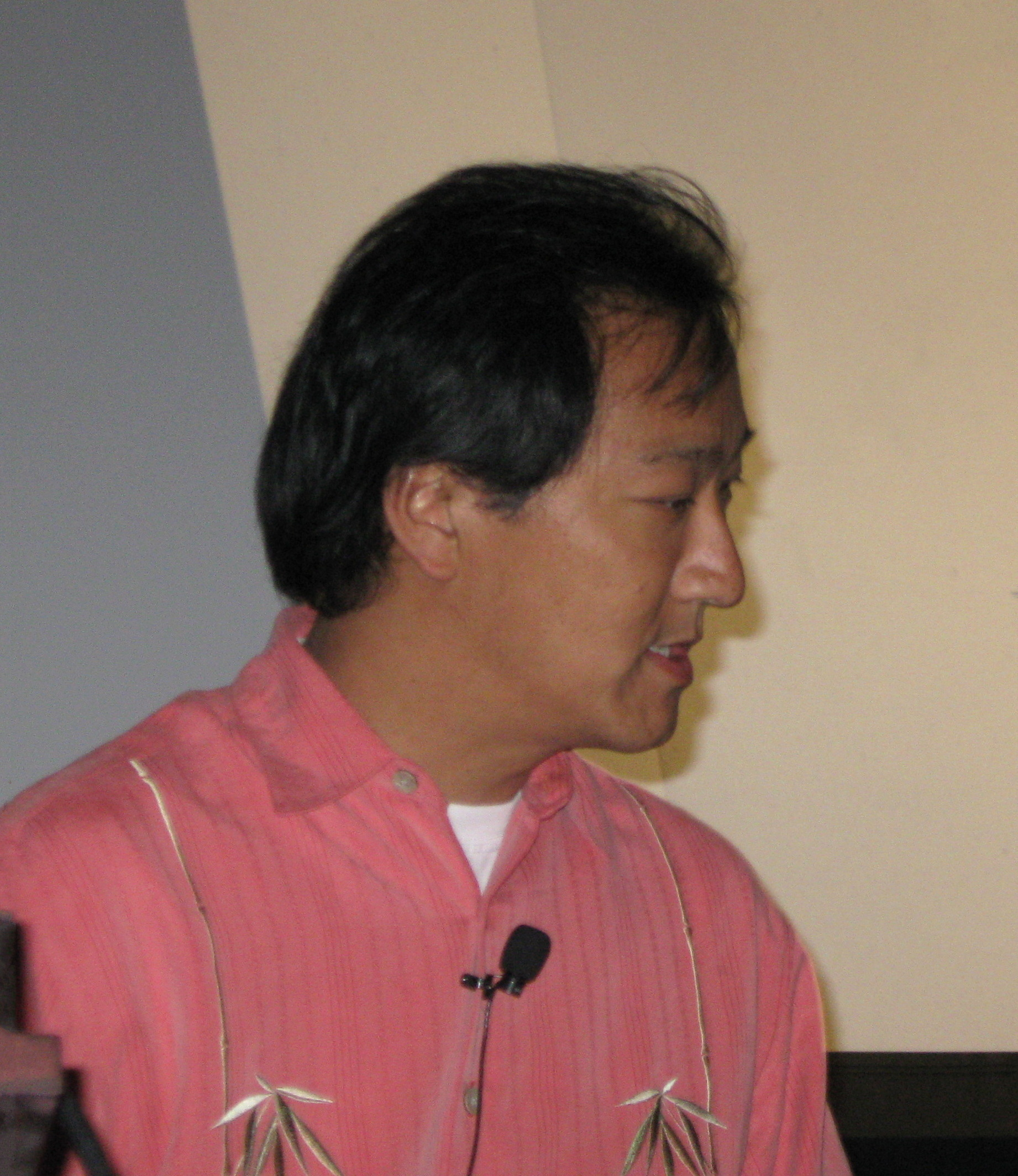
Ken Ono matematikus egy matematikai találkozón tartott előadásán (Washington, 2009)

Ken Ono matematikus észrevette, hogy az egyik függvény hasznos lehet a fizikusok számára, akik a fekete lyukak viselkedését tanulmányozzák. A függvény ál-moduláris formákra vonatkozik, amik kissé eltérően, de mégis hasonlóan viselkednek az addig ismert téta-függvényektől.
Rámánudzsan több más képletet is leírt a halálos ágyán 1920-ban, amiket egy levélben küldött el mentorának, Godfrey Harold Hardy angol matematikusnak. Abban az időben a „fekete lyuk” még ismeretlen fogalom volt. A levélben leírtakat akkoriban senki sem tudta értelmezni. 2002-ben Sander Zwegers munkája nyomán világossá vált, hogy miről írt Rámánudzsan. Az általa készített leírás alapján Ken Ono és két végzős diákja modern matematikai eszközöket felhasználva igazolták a képletek helyességét, vagyis, hogy az ál-moduláris formákat ki lehet úgy számolni, ahogyan Rámánudzsan leírta.
A moduláris formák expanziójának meghatározása fontos szerepet játszik a moduláris fekete lyuk entrópiájának kiszámításában. Néhány fekete lyuk nem moduláris, azonban Rámánudzsan képletei rájuk is alkalmazhatók.
Ken Ono 2012 őszén Indiába utazott, hogy szereplője legyen egy dokumentumfilmnek, ami Srínivásza Rámánudzsan életéről szól. A film 2013-ban debütált, rendezője Nandan Kudhyadi.

## Válogatott publikációi
- Srinivasa Ramanujan, G. H. Hardy, P. V. Seshu Aiyar, B. M. Wilson, Bruce C. Berndt: Collected Papers of Srinivasa Ramanujan, AMS, 2000, ISBN 0-8218-2076-1, (a könyv először 1927-ben jelent meg, Rámánudzsan halála után, 37 matematikai szaklapban megjelent írásait tartalmazza)
- S. Ramanujan: Notebooks (2 Volumes), Tata Institute of Fundamental Research, Bombay, 1957, (ez a könyv eredeti fényképmásolatokat tartalmaz Rámánudzsan jegyzetfüzeteiről)
- S. Ramanujan: The Lost Notebook and Other Unpublished Papers, Narosa, New Delhi, 1988

## Megjelenése a kultúrában
- Good Will Hunting – a filmben példaként említik, és a főszereplőt (akit Matt Damon alakít) hozzá hasonlítják (a film magyar szinkronjában a név hibásan „ramanujan”-nak hangzik).
- Az ember, aki ismerte a végtelent – The Man Who Knew Infinity, 2015, (rendező: Matt Brown)

### Ajánlott irodalom
Magyarul
- Turán Pál: Egy különös életút, Ramanujan – I. rész, Középiskolai Matematikai Lapok, 27 (1977) évf., 49–54. szám, 97–106. o., (II. rész)

Angolul
- Bruce C. Berndt: „An Overview of Ramanujan's Notebooks” – Charlemagne and His Heritage: 1200 Years of Civilization and Science in Europe, (szerkesztők:) P. L. Butzer, W. Oberschelp, H. Th. Jongen, Brepols, Turnhout (Belgium), 1998, 119–146. o., Text
- Bruce C. Berndt – George E. Andrews: Ramanujan's Lost Notebook, Part I, Springer, New York, 2005, ISBN 0-387-25529-X
- Bruce C. Berndt – Robert A. Rankin: Ramanujan: Letters and Commentary, Vol. 9., : American Mathematical Society, Providence (Rhode Island), 1995, ISBN 0-8218-0287-9
- Bruce C. Berndt – Robert A. Rankin: Ramanujan: Letters and Commentary, Vol. 22., American Mathematical Society, Providence (Rhode Island), 2001, ISBN 0-8218-2624-7
- Bruce C. Berndt: Number Theory in the Spirit of Ramanujan, American Mathematical Society, Providence (Rhode Island), 2006, ISBN 0-8218-4178-5
- Bruce C. Berndt: Ramanujan's Notebooks, Part I, Springer, New York, 1985, ISBN 0-387-96110-0
- Bruce C. Berndt: :Ramanujan's Notebooks, Part II, Springer, New York, 1999, ISBN 0-387-96794-X
- Bruce C. Berndt: Ramanujan's Notebooks, Part III, Springer, New York, 2004, ISBN 0-387-97503-9
- Bruce C. Berndt: Ramanujan's Notebooks, Part IV, Springer, New York, 1993, ISBN 0-387-94109-6
- Bruce C. Berndt: Ramanujan's Notebooks, Part V, Springer, New York, 2005, ISBN 0-387-94941-0
- G. H. Hardy: Ramanujan: Twelve Lectures on Subjects Suggested by His Life and Work, American Mathematical Society, Providence (Rhode Island), 1999, ISBN 0-8218-2023-0
- Harry Henderson: Modern Mathematicians, Facts on File Inc, New York, 1995, ISBN 0-8160-3235-1
- Robert Kanigel: The Man Who Knew Infinity: a Life of the Genius Ramanujan, Charles Scribner's Sons, New York, 1991, ISBN 0-684-19259-4
- Jayant V. Narlikar: Scientific Edge: the Indian Scientist From Vedic to Modern Times, Penguin Books, New Delhi (India), 2003, ISBN 0-14-303028-0